# ألبرت لارسن
ألبرت لارسن (بالدنماركية: Albert Larsen)‏ هو عداء سريع دنماركي، ولد في 5 أبريل 1901 في فريدريكسبرغ في الدنمارك، وتوفي بنفس المكان في 5 سبتمبر 1985.

## وصلات خارجية
- ألبرت لارسن على موقع أوليمبيديا (الإنجليزية)